# Parre
Parre (bergamasque:Par) är en ort och kommun i provinsen Bergamo i regionen Lombardiet i Italien. Kommunen hade 2 725 invånare (2018).